# Kreis der Oberherrschaft
| Basisdaten                      | Basisdaten    |
| ------------------------------- | ------------- |
| Bestandszeitraum                | 1912–1922     |
| Verwaltungssitz                 | Gehren        |
| Einwohner                       | 30.696 (1910) |
| Gemeinden                       | 42            |
|                                 |               |
| Der Raum Arnstadt – Gehren 1905 |               |

Der Kreis der Oberherrschaft war von 1912 bis 1922 ein Landkreis im Fürstentum Schwarzburg-Sondershausen und im Freistaat Schwarzburg-Sondershausen. Der Kreissitz befand sich in Gehren. Das Gebiet des ehemaligen Kreises gehört heute größtenteils zum Ilm-Kreis in Thüringen.

## Geschichte
Das Fürstentum Schwarzburg-Sondershausen bestand im 19. Jahrhundert aus den drei räumlich getrennten Landesteilen Sondershausen, Arnstadt und Gehren. Der Landesteil Sondershausen bildete die Unterherrschaft, während die Landesteile Arnstadt und Gehren als Oberherrschaft bezeichnet wurden. Bei einer Neugliederung des Staatsgebietes im Jahre 1850 wurden in der Oberherrschaft die beiden Verwaltungsbezirke Arnstadt und Gehren gebildet. 1912 kam es zu einer umfassenden Gebietsreform in Schwarzburg-Sondershausen. Bis auf die nunmehr kreisfreie Stadt Arnstadt bildete die gesamte Oberherrschaft den Kreis der Oberherrschaft mit Sitz in Gehren.
1918 wurde aus dem Fürstentum Schwarzburg-Sondershausen der Freistaat Schwarzburg-Sondershausen, der wiederum am 1. Mai 1920 im Land Thüringen aufging. In Thüringen kam es 1922 zu einer umfassenden Gebietsreform, bei der der Kreis der Oberherrschaft weitgehend im neuen Landkreis Arnstadt aufging. Lediglich die Gemeinden Garsitz, Oelze sowie Schwarzmühle kamen zum neuen Landkreis Rudolstadt und Angelhausen-Oberndorf wurde in die kreisfreie Stadt Arnstadt eingemeindet.

## Einwohnerentwicklung
| Jahr                       | 1900   | 1910   |
| Verwaltungsbezirk Arnstadt | 24.106 | 28.628 |
| Verwaltungsbezirk Gehren   | 17.417 | 19.909 |

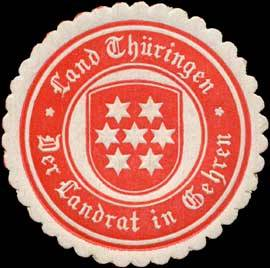
Landrat der Oberherrschaft mit Sitz in Gehren – Siegelmarke

Einwohnerzahlen der Gemeinden mit mehr als 2.000 Einwohnern (Stand 1910):
| Gehren          | 2917 |
| Geschwenda      | 2291 |
| Großbreitenbach | 3255 |
| Langewiesen     | 3814 |

## Gemeinden
Die folgenden Gemeinden gehörten ursprünglich zum Verwaltungsbezirk Gehren und seit 1912 zum Kreis der Oberherrschaft:
| - Altenfeld - Angstedt - Garsitz - Gehren, Stadt - Gillersdorf - Großbreitenbach, Stadt | - Jesuborn - Langewiesen, Stadt - Masserberg - Möhrenbach - Neustadt am Rennsteig - Oehrenstock | - Oelze - Pennewitz - Schwarzmühle - Willmersdorf - Wümbach |

Die folgenden Gemeinden gehörten ursprünglich zum Verwaltungsbezirk Arnstadt und seit 1912 zum Kreis der Oberherrschaft:
| - Alkersleben - Angelhausen-Oberndorf - Behringen - Branchewinda - Dannheim - Dornheim - Dosdorf - Elleben - Espenfeld | - Ettischleben - Geschwenda - Görbitzhausen - Hausen - Kleinbreitenbach - Marlishausen - Niederwillingen - Oberwillingen - Plaue, Stadt | - Reinsfeld - Rockhausen - Roda - Rudisleben - Siegelbach - Witzleben - Wülfershausen |